# Верхньокамський соленосний басейн
Верхньокамський соленосний басейн — розташований в Пермській області Росії. Відкритий в 1925 році.

## Характеристика
Соляні породи представлені потужним лінзоподібним покладом 200х50 км, пл. 6,5 тис. км². Промислові запаси 3,8 млрд т, перспективні 15,7 млрд т K2O. Басейн приурочений до Солікамської западини Передуральського крайового прогину з боку Східно-Європейської платформи.
У складі покладу калійних солей виділяються дві пачки: сильвінітова (20 м) і сильвініто-карналітова (60 м). Мінеральний склад: сильвін, галіт, карналіт з деякою кількістю карбонатів і сульфатів кальцію та глинистих мінералів.

## Технологія розробки
Застосовується камерна система розробки. Рудники зосереджені в районі міст Березники та Солікамськ. Видобута руда використовується для отримання калійних добрив.